# Esperanto e Organizzazione delle Nazioni Unite
Per il suo carattere di lingua ausiliaria internazionale per eccellenza, e per gli ideali di pace, uguaglianza e amicizia fra popoli espressi dal movimento esperantista, l'esperanto è spesso stato, durante la sua storia, oggetto di dibattito presso l'Organizzazione delle Nazioni Unite.

## Dal Nazismo al 1954: le prime mozioni
Durante il Nazismo, il maggiore ostacolo all'impiego dell'esperanto nei consessi internazionali era determinato dalla forte opposizione della Germania nazista di Adolf Hitler, che vedeva in esso uno strumento costruito dagli ebrei per comunicare fra loro (lo stesso iniziatore della lingua, Ludwik Lejzer Zamenhof, era notoriamente di etnia ebraica).
Dopo la caduta del regime nazista, l'Associazione universale esperanto presentò per la prima volta presso le Nazioni Unite una petizione in favore della lingua esperanto, che chiedeva all'organizzazione di valutare il problema della comunicazione internazionale e la soluzione offerta dalla lingua di Zamenhof. La petizione, sottoscritta da 500 associazioni e quasi un milione di persone, fu trasmessa all'UNESCO nel 1950, e qui presa in esame per la prima volta nel 1952. Il testo, nato come petizione, necessitava di essere fatto proprio da una delegazione nazionale per essere ufficialmente esaminato dall'organizzazione: se ne prese carico la Svizzera, tramite un documento che esortava il Direttore Generale a comunicare il contenuto della petizione agli stati membri. Il documento fu approvato dal Gruppo di lavoro delle Attività Culturali e quindi adottato, con alcune modifiche, dalla Conferenza Generale l'11 dicembre 1952.
Nel 1954 innanzi a una Commissione dell'UNESCO fu nuovamente avanzata una mozione relativa all'esperanto, stavolta da parte della delegazione del Messico. La proposta, sostenuta dagli stati minori, fu respinta dall'ostruzionismo delle potenze occidentali (è da notare che l'Italia si astenne). La settimana successiva, durante la seduta plenaria, la situazione si capovolse allorché fu approvata una risoluzione che prendeva atto dei risultati ottenuti dall'esperanto in materia di scambi culturali internazionali, dichiarava che tali risultati coincidevano con gli scopi e gli ideali dell'UNESCO e impegnava il Direttore Generale a seguire l'evoluzione dell'uso dell'esperanto in campo scientifico, educativo e culturale nei singoli stati membri.
All'interno della delegazione italiana presente all'Assemblea si registravano posizioni discordanti. Una parte era nettamente contraria alla mozione: questa posizione era rappresentata in maniera particolare da Giuseppe Ungaretti, secondo cui una lingua artificiale non poteva essere in grado di esprimere valori artistici (questa posizione appariva particolarmente vicina a quella di Antonio Gramsci, nonostante la forte distanza ideologica fra le due personalità). Al contrario, altri diplomatici (guidati da Vittorino Veronese erano fortemente favorevoli alla mozione. Durante la seduta plenaria che portò all'approvazione della risoluzione l'Italia espresse voto favorevole, dacché gli oppositori si erano rivelati essere una minoranza della delegazione.

## Il consolidamento dei rapporti con l'UNESCO (1954-1985)
Nel 1954, lo stesso anno dell'approvazione della mozione a favore dell'esperanto, l'UEA (Associazione Universale Esperanto) fu nominata organizzazione consultiva dell'UNESCO. Tale status, conservato sino ad oggi, ha permesso alle due organizzazioni un'interazione particolarmente stretta e spesso fruttuosa.
Nel 1959 il Comitato Esecutivo dell'UNESCO stabilì di svolgere, nel 1960, celebrazioni ufficiali per ricordare il centenario della nascita di Zamenhof, l'iniziatore dell'esperanto.
Otto anni più tardi l'UEA presentò una nuova petizione all'ONU, con la quale chiedeva all'organizzazione e ai suoi stati membri di affrontare il problema linguistico mediante un effettivo ed efficace aiuto alla diffusione dell'esperanto. La petizione era stata firmata da 930 000 persone e 3 800 associazioni; tra i firmatari figuravano Franz Jonas (Presidente dell'Austria), Victor Leemans (presidente del Parlamento Europeo) con Jacques Vendroux e Hans Furler (vicepresidenti), Achille Van Acker (presidente della camera dei deputati del Belgio), André Méric (vicepresidente del senato francese), Jens Otto Krag (Primo ministro danese), Bjarni Benediktsson (Primo ministro islandese), Per Borten (Primo ministro norvegese), François Mitterrand e i premi Nobel Jaroslav Heyrovský e Hideki Yukawa. Poiché nessuno stato membro si incaricò di presentare formalmente il testo, questo non venne accettato.
Nel 1977 la Commissione Internazionale per lo studio dei problemi della comunicazione, un organo dell'UNESCO guidato dal diplomatico irlandese Seán MacBride, osservò in un suo rapporto come "la diffusione di una lingua facile ed universale, comprensibile ed accessibile a tutti" potesse permettere di travalicare le barriere linguistiche che ostacolano la comunicazione fra i diversi popoli.
Nello stesso anno il Direttore Generale Amadou Mahtar M'Bow, in un intervento tenuto al Congresso Universale di Esperanto di Reykjavík, affermò che "uno dei più essenziali compiti dell'UNESCO è il rafforzamento della pace mondiale, della comprensione tra i popoli e la collaborazione tra le nazioni. L'esperanto storicamente ha origine nei medesimi principi".
Nel 1979 la Federazione Mondiale delle Associazioni delle Nazioni Unite prese atto, tramite una risoluzione, del fatto che "il comune internazionalismo dei membri dell'Associazione Universale Esperanto e delle Associazioni delle Nazioni Unite è la base per una futura collaborazione"; si auspicava inoltre che l'insegnamento della lingua esperanto fosse introdotto o esteso nei singoli stati membri.

## La dichiarazione del 1985
Nel 1985, durante la Conferenza Generale dell'UNESCO di Sofia, si approvò un nuovo testo che, tra l'altro, chiedeva "al Direttore Generale di seguire costantemente lo sviluppo dell'esperanto come strumento per una migliore comprensione fra nazioni e culture diverse". Ad oggi, questo è ritenuto il più esplicito riconoscimento del valore della lingua esperanto da parte di un'organizzazione internazionale.
Mentre alla Conferenza Generale di Montevideo non si era discusso dell'esperanto, infatti, la dichiarazione approvata a Sofia poneva esplicitamente l'accento sulla necessità che le organizzazioni non governative e gli stati membri mirassero attivamente alla diffusione della lingua internazionale.

## Dagli anni 199] ad oggi
Nuove mozioni relative all'esperanto sono state avanzate presso l'UNESCO nel 1993, dietro proposta dell'Italia, e nel 2001, da parte della Croazia.
La prima proposta fu presentata dalla delegazione italiana su richiesta dell'Associazione Radicale Esperanto, e fu accolta personalmente dal Direttore Generale durante la Conferenza Generale del 1993; essa indicava l'esperanto quale valido strumento di comprensione e comunicazione fra popoli diversi. La proposta rimase tuttavia solamente un documento di lavoro.
La seconda proposta, che chiedeva al Direttore Generale di studiare possibilità pratiche di collaborazione con l'Associazione Universale Esperanto, non raggiunse il voto ma diede impulso alla nascita di alcuni progetti comuni quali Interkulturo e Indiĝenaj dialogoj.
Ancora nel 2002 un'organizzazione consultiva dell'ONU, la Conferenza delle Organizzazioni Non Governative (CONGO), raccomandava che le Nazioni Unite e nello specifico la Commissione Economica e Sociale mettessero all'ordine del giorno di una successiva assemblea generale il tema "Lingua e diritti umani", per discutere di politica linguistica normale ed affrontare la possibile soluzione offerta dall'esperanto.
Dal marzo 2018, l'Associazione Mondiale per l'Esperanto è nel Consiglio Direttivo della Conferenza delle organizzazioni non governative. Tra le altre cose, l'Associazione Universale per l'Esperanto è stata l'autore principale del messaggio della Conferenza in occasione del 70º anniversario della Dichiarazione Universale dei Diritti dell'Uomo nel dicembre 2018. Nel frattempo, un membro della Gioventù Esperantista Mondiale partecipa al Consiglio Direttivo dell'Incontro Internazionale di Coordinamento delle Organizzazioni giovanili, e contribuisce attivamente a vari eventi delle Nazioni Unite come il Forum della gioventù EKOSOK (8-9 aprile).
L'Associazione Mondiale per l'Esperanto utilizza questi eventi per sensibilizzare l'opinione pubblica su temi di grande importanza. Quest'anno è l'Anno internazionale delle lingue indigene (2019) e l'Associazione Universale per l'Esperanto parteciperà come partner, con eventi e pubblicazioni su questo tema. Nel 2020, si celebrerà il 75º anniversario dell'ONU. Per questo motivo il 105º Congresso Universale di Esperanto, che si svolgerà a Montreal il prossimo anno, avrà come tema "Le Nazioni Unite hanno 75 anni: Il dialogo e la comprensione reciproca in un mondo che cambia".